# 守屋純
守屋 純（もりや じゅん、1948年 - ）は、日本の歴史学者。専門は国際関係史、軍事史。
早稲田大学卒。名古屋市立大学非常勤講師、桜花学園大学非常勤講師。名古屋明徳短期大学非常勤講師を経て、廃校まで名古屋明徳短期大学助教授。

## 著書

### 単著
- 『ヒトラーと独ソ戦争』（白帝社、1983年）、ISBN 9784891740085
- 『国防軍潔白神話の生成』（錦正社、2009年）、ISBN 9784764603318
- 『独ソ戦争はこうして始まった』（中央公論新社、2012年）、ISBN 9784120044069
- 『ドイツの謝罪は誠実だったか　国防軍潔白神話の生成』（パンダ・パブリッシング、2017年）、ISBN 9784909400352
- 『「ジューコフ回顧録」完全版が明かす　独ソ開戦の真実』（パンダ・パブリッシング、2017年）、ISBN 9784909400369

### 訳書
- ルドルフ・シュトレビンガー 『赤軍大粛清　20世紀最大の謀略』（学習研究社、1996年/学研M文庫、2001年）、ISBN 9784054006508
- ヴェルナー・マーザー 『独ソ開戦　盟約から破約へ　ヒトラーvs.スターリン』（学習研究社、2000年）、ISBN 9784054009837
- ヴァルター・ゲルリッツ 『ドイツ参謀本部興亡史』（学習研究社、1998年/学研M文庫上・下、2000年）、ISBN 9784054009813 / ISBN 9784059010173 / ISBN 9784059010180
- ペーター・ゴシュトニー 『スターリンの外人部隊　独ソの狭間で翻弄された「赤い外国軍」の実像』（学習研究社、2002年）、ISBN 9784054014138
- デビッド・M・グランツ、ジョナサン・M・ハウス共著 『「詳解」独ソ戦全史　最新資料が明かす「史上最大の地上戦」の実像　戦略・戦術分析』（学習研究社、2003年/学研M文庫、2005年）、ISBN 9784054015340 / ISBN 9784059011736
- ハロルド・C・ドィッチュ、デニス・E・ショウォルター編『 ヒトラーが勝利する世界　歴史家たちが検証する第二次大戦・60の"if"』（学習研究社、2006年）、ISBN 9784054014909
- ゲルト・ユーバーシェア、ヴァンフリート・フォーゲル共著 『総統からの贈り物　ヒトラーに買収されたナチス・エリート達』（錦正社、2010年）、ISBN 9784764603332
- アルフレート・シュピース、ハイナー・リヒテンシュタイン共著 『総統は開戦理由を必要としている タンネンベルク作戦の謀略』（白水社、2017年）、ISBN 9784560095331